# Hyporhagus argentinus
Hyporhagus argentinus es una especie de coleóptero de la familia Monommatidae.

## Distribución geográfica
Habita en Argentina.